# Postprint

Flux de lucru tipic pentru publicare a unui articol de revistă academică (preprint, postprint și versiunea publicată, cu acces deschis conform SHERPA/RoMEO)

Exemplu de pagină de manuscris acceptat de eNeuro, 2019

Un postprint este o formă digitală a unui articol dintr-o revistă academică după ce articolul a fost evaluat colegial și acceptat spre publicare, dar înainte de a fi dactilografiat și formatat de către revistă.

## Terminologie înrudită
Forma digitală înainte de evaluarea colegială se numește preprint.
Postprinturile mai sunt uneori numite manuscrise ale autorului acceptate deoarece sunt versiunea acceptată de revistă după ce autorul a rezolvat observațiile colegilor evaluatori. Împreună, postprinturile și preprinturile sunt numite eprinturi. Unii editori folosesc pentru preprinturi diverse alte denumiri, ca preevaluate sau versiunea originală a autorului și variații ale acestora. După evaluare și rezolvarea de către autor a observațiilor, forma postprintului este versiunea finală.
După dactilografierea de către revistă, autorilor li se prezintă probe (schița formatării finale) pentru obținerea aprobării „bun de tipar”. Versiunea care este publicată se numește versiunea publicată⁠(d).

## Rolul în accesul deschis
Licențele de publicare ale revistelor pretind de obicei drepturi de autor asupra versiunii tipărite și formatate, dar permit autorilor să lanseze versiunea postprint ca acces deschis (autoarhivare⁠(d)). Acesta este adesea numit acces deschis verde și permite accesul și reutilizarea materialului chiar și la revistele cu paywall (de obicei, sub o licență Creative Commons). Permisiunea revistei de a lansa un postprint poate fi imediată sau după o perioadă de întârziere, având termenii de licență pentru majoritatea revistelor în baza de date SHERPA/RoMEO.
De la apariția Open Archives Initiative, preprinturile și postprinturile au fost plasate în arhivele instituționale⁠(d), care sunt interoperabile deoarece sunt conforme cu Protocolul pentru Recoltarea Metadatelor al Open Archives Initiative⁠(d).
Eprinturile se află în centrul inițiativei acces deschis de a face cercetarea liber accesibilă online. Eprinturile au fost mai întâi plasate sau autoarhivate pe site-uri web arbitrare și apoi culese de arhive virtuale cum ar fi CiteSeerX (și, mai recent, Google Scholar), sau au fost plasate în arhive centrale orientate pe discipline precum arXiv sau PubMed Central.